# Tytthoscincus hallieri
Espèce
Synonymes
- Lygosoma hallieri Lidth de Jeude, 1905
- Sphenomorphus hallieri (Lidth de Jeude, 1905)

Tytthoscincus hallieri est une espèce de sauriens de la famille des Scincidae.

## Répartition
Cette espèce est endémique de Bornéo. Elle se rencontre au Kalimantan en Indonésie et dans l'État du Sabah en Malaisie orientale.

## Description
Tytthoscincus hallieri mesure jusqu'à 45 mm de longueur standard. L'holotype mesure 95 mm de longueur totale dont 37 mm de longueur standard.

## Étymologie
Cette espèce est nommée en l'honneur de Johann Gottfried Hallier (1868–1932).

## Publication originale
- Lidth de Jeude, 1905 : Zoological results of the Dutch Scientific Expedition to Central-Borneo. The reptiles. Notes from the Leyden Museum, vol. 25, no 4, p. 187-202 (texte intégral).